# Quercus mongolicodentata
Quercus mongolicodentata là một loài thực vật có hoa trong họ Cử. Loài này được Nakai miêu tả khoa học đầu tiên năm 1926.